# گلندا مورخون
گلندا مورخون (اسپانیایی: Glenda Morejón‎؛ زادهٔ ۳۰ مهٔ ۲۰۰۰) دونده زن پیاده‌روی سرعت اهل اکوادور است.
وی در مسابقات کشوری و بین‌المللی در مجموع برندهٔ ۲ مدال نقره شده است.